# Kattjärnen, Västmanland
Kattjärnen är en sjö i Nora kommun i Västmanland och ingår i Norrströms huvudavrinningsområde.